# Barbara Zbrożyna

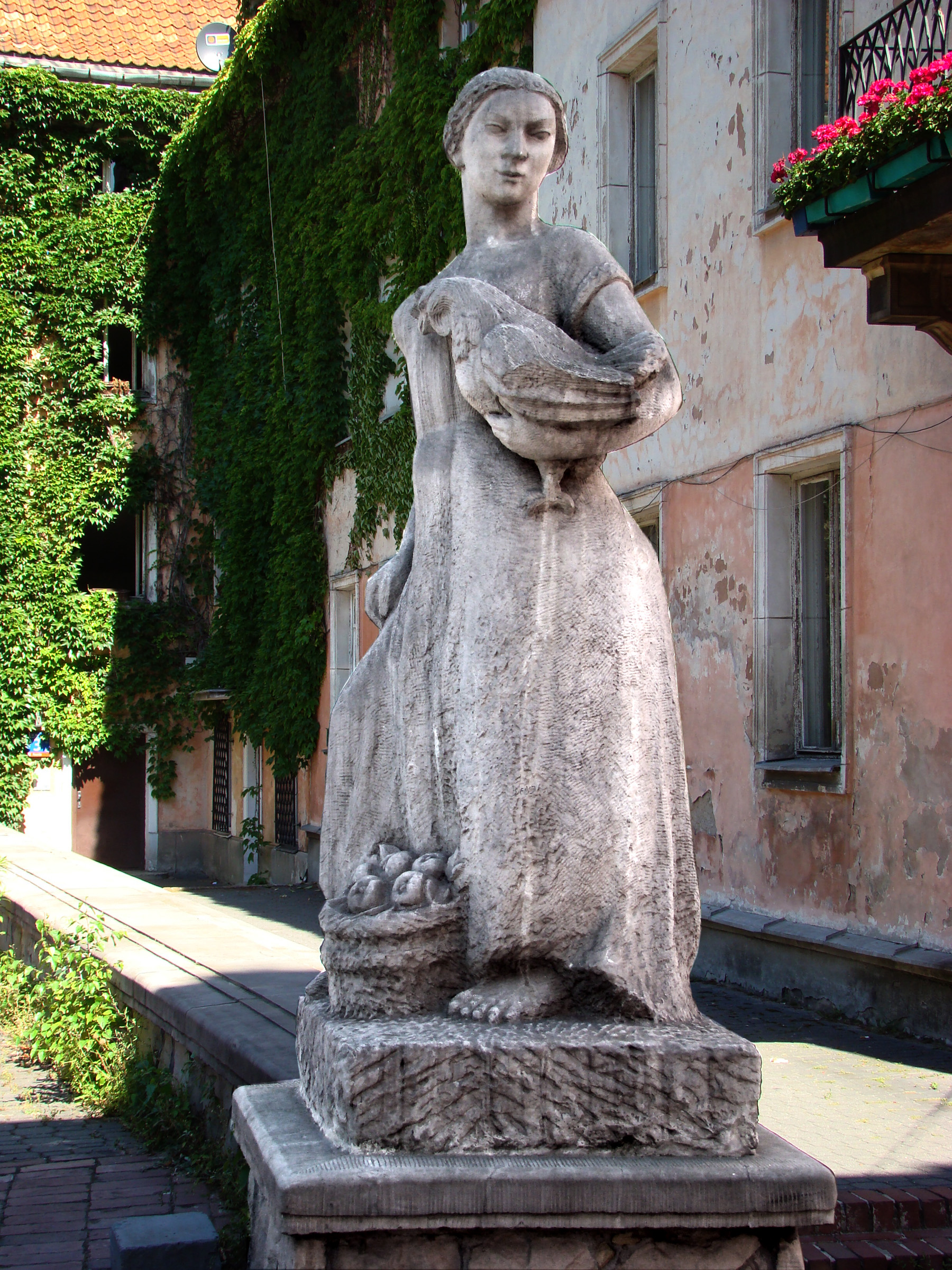
Người phụ nữ buôn bán ở Warsaw (1949)

Barbara Zbrożyna (sinh năm 1923 – mất năm 1995) là một nhà điêu khắc người Ba Lan. Bà là tác giả của nhiều tác phẩm điêu khắc nhân vật, tượng đài, chân dung, tác phẩm điêu khắc tôn giáo và lăng mộ. Bà cũng là một họa sĩ và nhà thơ. Barbara Zbrożyna được Solidarność trao Giải thưởng vì những thành tựu trong nghệ thuật (1984, 1989). Ngoài ra, bà còn được nhận Giải Brat Albert Chmielowski (1986) và Giải thưởng của Quỹ Polcul (1991).

## Tiểu sử
Barbara Zbrożyna sinh ngày 1 tháng 9 năm 1923 tại Lublin. Bà học tại Học viện Mỹ thuật Jan Matejko ở Kraków, làm học trò của Xawery Dunikowski (1945–1947). Sau đó, bà theo học tại Học viện Mỹ thuật ở Warsaw, trở thành học trò của Franciszek Strynkiewicz (1947–1952). Trong những năm 1951-1954, bà tham gia phục dựng các tác phẩm điêu khắc mang ý nghĩa lịch sử ở Warsaw. Năm 1976, Barbara Zbrożyna cũng ký vào Thư số 59, một thư ngỏ có chữ ký của 66 trí thức người Ba Lan để phản đối những thay đổi của Hiến pháp Cộng hòa Nhân dân Ba Lan.
Bà mất ngày 15 tháng 12 năm 1995 tại Warsaw.

## Tác phẩm
Barbara Zbrożyna là tác giả của các tác phẩm điêu khắc trên lăng mộ của Xawery Dunikowski (1966), Stanisław Herbst (1974), Artur Sandauer và Erna Rosenstein (1989), cùng nhiều tác phẩm điêu khắc nhân vật, tượng đài, chân dung và các tác phẩm điêu khắc tôn giáo. Tác phẩm nổi tiếng nhất của bà là bức tượng người phụ nữ buôn bán tại chợ Mariensztat ở Warsaw làm bằng sa thạch vào năm 1949.